# Vellozia luteola
Vellozia luteola är en enhjärtbladig växtart som beskrevs av Mello-silva och Nanuza Luiza de Menezes. Vellozia luteola ingår i släktet Vellozia och familjen Velloziaceae. Inga underarter finns listade.